# Giovanni Giraudo
Giovanni Giraudo (Roccavione, 18 ottobre 1912 – Dronero, 2 settembre 2000) è stato un funzionario e politico italiano.

## Biografia
Si laureò in giurisprudenza presso l'Università degli Studi di Torino. Impiegato presso la Camera di Commercio di Cuneo nella divisione Ufficio studi assistenza di montagna, venne eletto Segretario Generale della UNCEM: Unione Comuni ed Enti Montani negli anni Settanta e ne fu Presidente dal 1954 al 1963, poi Presidente Onorario fino alla morte.
Svolse attività saggistica in ambito politico amministrativo e storico sociale ed è autore del romanzo storico L'eremita di Ripaille.
Ha avuto un figlio di nome Giuseppe.